# Guillermo Teodoro Elías Millares

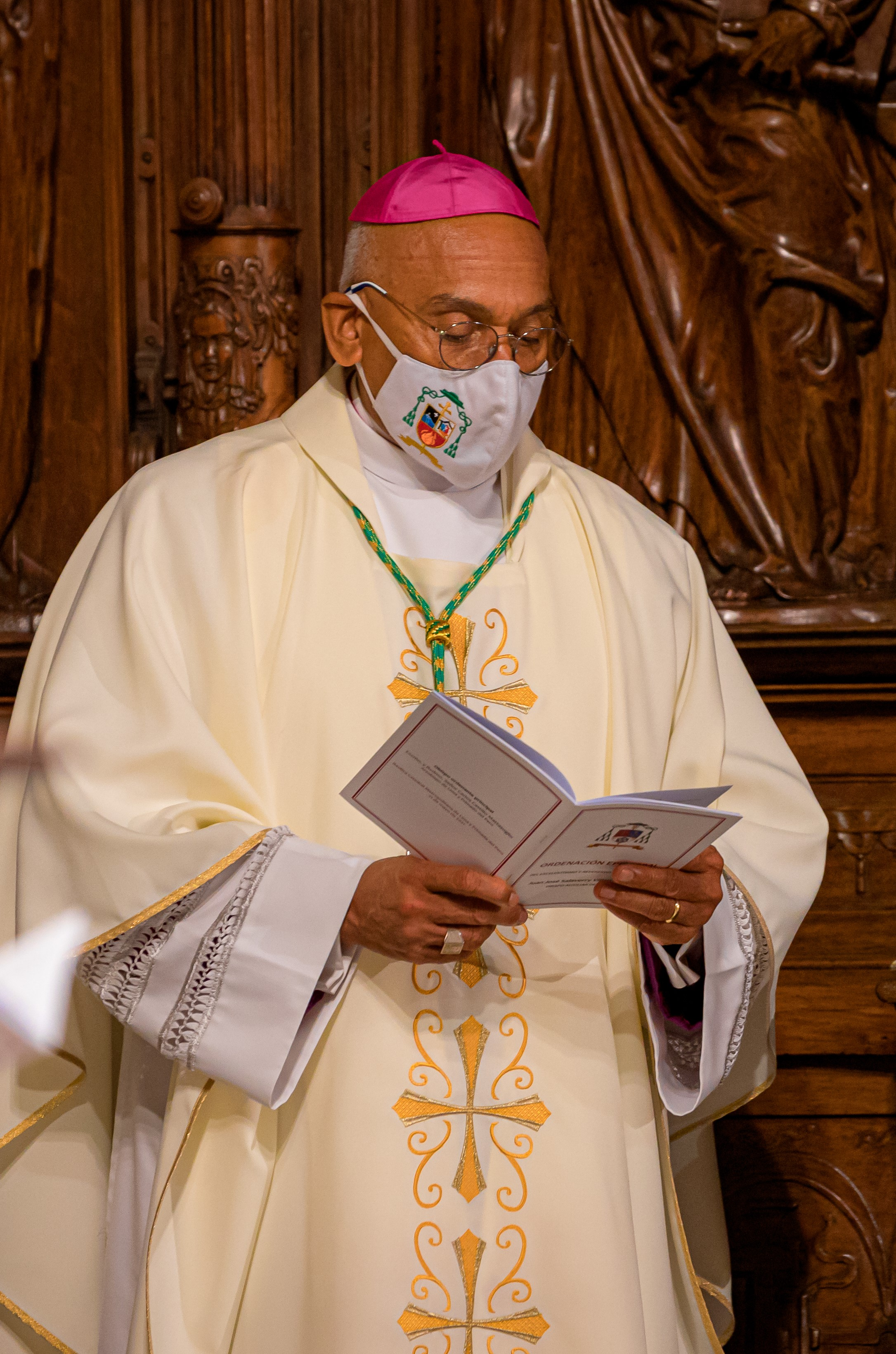
Guillermo Elías (2021)

Guillermo Teodoro Elías Millares (* 16. November 1953 in Lima, Peru) ist ein peruanischer Geistlicher und römisch-katholischer Weihbischof in Lima.

## Leben
Guillermo Teodoro Elías Millares empfing am 8. Dezember 1981 das Sakrament der Priesterweihe.
Am Päpstlichen Institut „San Juan Pablo II“ in Valencia absolvierte er ein postgraduales Studium der Pastoraltheologie mit dem Hauptfach Theologie der Ehe und Familie. Er war Kaplan und Pfarrer im Bistum Carabayllo und in Alicante.
Am 13. April 2019 ernannte ihn Papst Franziskus zum Titularbischof von Turres in Numidia und zum Weihbischof in Lima. Am 6. Juli 2019 wurde er durch den Erzbischof von Lima, Carlos Castillo Mattasoglio, zum Bischof geweiht.